# Patsy Swayze
Yvonne Helen "Patsy" Swayze (nombre de soltera, Karnes; Houston (Texas), 7 de febrero de 1927 – Simi Valley (California), 16 de septiembre de 2013) fue una coreógrafa de cine, bailarina e instructora de baile estadounidense. entre sus trabajos se incluyen las coreografías de Urban Cowboy, Liar's Moon y Hope Floats.

## Primeros años
Swayze creció en Houston, hija de Gladys Mae Karnes (née Snell), una enfermera, y Victor Elliott Karnes, un geólogo. Cuando tenía diez años, Swayze fue atropellada por un coche y su madre la apuntó a clases de baile como terapia.
Cuando estaba en el instituto, se casó con Jesse Wayne "Buddy" Swayze, un ingeniero mecánico. La pareja tuvo cinco hijos, incluido los actores Patrick Swayze y Don Swayze. La familia vivió en el Wakefield Street del vecindario Garden Oaks en Houston.

## Carrera
En la década de los 60, Swayze fundó y dirigió la Houston Jazz Ballet Company, y su propio estudio de danza em Houston, la Swayze School of Dance. Sus cinco hijos se convirtieron en bailarines y actores. De hecho, Patrick se encontró con su mujer, la directora y actriz Lisa Niemi, cuando ambos eran estudiantes de la Swayze School of Dance.
Patsy Swayze debutó en el mundo de la coreografía para películas con Urban Cowboy, protagonizada por John Travolta y Debra Winger. El éxito de la película lanzó su carrera como coreógrafa, que se trasladó de Houston a California en 1981.
Patsy está acreditada como asesora de baile de su hijo Patrick para el papel principal de Dirty Dancing en 1987. Otros films en los que ha trabajado durante tres décadas son Liar's Moon (1982) y Hope Floats (1998). Formó equipo con su nuera Lisa Niemi para coreografiar en 2003, One Last Dance, protagonizada por la propia Niemi, Patrick Swayze y George de la Peña.
Además de su academia de danza, impartió clases de danza y coreografía en la Universidad de Houston durante 18 años. Entre sus estudiantes más reputados destacan el ganador de un Premio Emmy Debbie Allen, Randy Quaid, Jaclyn Smith y el ganador de diez Premios Tony Tommy Tune.
Planeó retirarse de la enseñanza para centrarse en el cine, pero en su lugar abrió la academia y tienda de baile en Simi Valley que tendría abierta durante veinte años. El  16 de septiembre de 2013, Swayze moriría a la edad de 86 años en su casa en Simi Valley, por complicaciones relacionadas con un accidente cerebrovascular.